# Ángel Botello
Ángel Botello y Barros (Cangas de Morrazo, 20 de junio de 1913 - San Juan de Puerto Rico, 11 de noviembre de 1986) fue un pintor, escultor y artista gráfico hispano-puertorriqueño apodado "El Gauguin del Caribe" por su uso de colores vibrantes y sus representaciones de la vida isleña.
Botello es considerado uno de los más grandes artistas posmodernos latinoamericanos, y el reconocimiento y la demanda de sus obras siguen creciendo hoy en día. Ángel Botello nunca se adhirió a ninguna escuela o movimiento artístico en particular y fue un artista versátil: desarrolló su propio estilo. Botello fue un artista versátil y polifacético que trabajó con todos los medios artísticos a su alcance: óleos, dibujos, grabados, esculturas de bronce, tallas de madera, fotografía y mosaicos.

## Biografía

### Primeros años
Botello nació en la pequeña ciudad de Cangas de Morrazo en Galicia, en la región noroeste de España. Botello fue uno de los seis hijos de Ángel Botello y Suárez, un empresario andalúz en la industria conservera de pescado, y Bonis Barros y del Amo. El padre de Botello murió en 1918 después de contraer la gripe española. En la década de 1920 y, después de la quiebra del negocio familiar, su madre y hermanos se mudaron a Burdeos (Francia) y vivieron allí hasta 1935. Mientras estaba en Francia, la madre de Botello quería que Ángel se convirtiera en agricultor, pero él quería ser arquitecto. En Francia, la arquitectura se consideraba un arte más que una ciencia y los estudiantes deben tomar cursos de arte. Botello y su hermano menor Manuel estudiaron durante cuatro años en la École des Beaux-Arts, de la que se graduaron con honores y donde sobresalieron en dibujo, pintura y modelado.

### Vuelta a España y guerra civil
En 1935, Botello regresó a España, donde solicitó y fue aceptado con una beca en la Escuela de Arte de la Academia de San Fernando en Madrid. Las pocas pinturas que se conservan de la obra del joven Botello en Francia y España reflejan una ruptura inmediata con su formación estrictamente académica y los conceptos y técnicas impresionistas y posimpresionistas que moldearon su desarrollo. 
La guerra civil española comenzó en 1936, lo que le obligó a abandonar sus estudios y a alistarse en el Ejército Popular de la República como cartógrafo. Luchó en la guerra junto a su hermano Manuel, quien murió en el campo de batalla. En 1939, la victoria del general Francisco Franco del bando sublevado le impidió permanecer en España. Botello finalmente regresó a Francia para reunirse con su familia, que se encontraba en un campo de refugiados.

### Exilio en República Dominicana y Haití
La familia decidió dejar Europa y mudarse a la República Dominicana, donde fue recibido con gran entusiasmo. La comunidad de artistas dominicanos lo incluyó entre los suyos y muchas de las pinturas creadas en esa época se presentaron en la Exposición de Arte Latinoamericano del Museo Riverside en 1940.
Durante ese año, la familia Botello viajó a Cuba, donde permaneció ocho meses. A su regreso a Santo Domingo, sus pinturas fueron reconocidas por el embajador peruano, quien lo invitó a exponerlas en Puerto Príncipe, capital de Haití, en 1944. Tras su llegada a Haití, Botello conoció a Christiane Auguste, quien se convirtió en su esposa y representante artística. Tras su matrimonio, Botello cambió sus planes artísticos de mudarse a México para conocer al gran artista mexicano, Diego Rivera, y se quedó en Haití. Allí fue ganando reconocimiento y fue aclamado por la crítica. Sus paisajes y estudios de figuras haitianas se consideran algunas de sus mejores obras. En Haití, Botello también desarrolló su carrera artística como carpintero.

### Vida en Puerto Rico
Tras la salida de Haití y su llegada a Puerto Rico en 1953, la familia Botello abrió su primera galería de arte en el Hotel Caribe Hilton y posteriormente, establecieron una segunda galería en el Viejo San Juan. Botello afirmó que la luz y los brillantes colores del trópico le abrieron un mundo nuevo y estimularon su creatividad. Desde la década de 1960 hasta su fallecimiento en 1986, su obra se volvió más personal, enriquecida por su nuevo tema favorito: sus tres hijos. El profundo amor que sentía por sus hijos y su familia se refleja en sus pinturas y esculturas posteriores. En Puerto Rico coincidió con otros artistas del exilio español como Eugenio Fernández Granell y Francisco Vázquez Díaz.
En 1959, Botello viajó a Rávena (Italia) para aprender sobre la técnica del mosaico y realizó algunos, pero abandonó rápidamente la técnica, convencido de haber conseguido dominarla. En la década de 1960, se interesó por el grabado después de que un comerciante de arte reprodujera algunas de sus pinturas con esta técnica. Por esa razón, viajó a París y aprendió técnicas de grabado, convirtiéndose en un maestro del grabado y el diseño gráfico. Algunas de sus mejores obras de grabado son sus linograbados, litografías y serigrafías.
A principios de la década de 1980, inició una doble carrera artística: pintura y escultura. En 1985, al ser un fumador empedernido, Botello fue diagnosticado con cáncer de pulmón y, consciente de que su vida corría peligro, aceleró su ritmo de producción artística y nunca se rindió ante la enfermedad. En su último año de vida, a los 73 años, produjo 22 esculturas de bronce de gran formato.
Falleció en San Juan de Puerto Rico el 11 de noviembre de 1986, dejando un impresionante legado de óleos, litografías, linograbados, serigrafías y esculturas de bronce. Su antigua casa, ubicada en el Viejo San Juan, ahora es una galería de arte donde se exhiben sus pinturas, esculturas y obras de otros destacados artistas puertorriqueños e internacionales.

## Obras
Los 33 años que Ángel Botello vivió en Puerto Rico se consideran el período más prolífico de su carrera artística, tanto por la calidad de sus pinturas y esculturas como por la cantidad de obras producidas y los medios artísticos utilizados. Este período artístico tiene una fuerte influencia figurativa y surrealista y es el que le brindó mayor reconocimiento. Sus obras de este período se conocen en Puerto Rico como el "estilo botelliano", reconocido por sus caricaturas, especialmente de niñas.

## Exposiciones

### Exposiciones permanentes
- Puerto Rico: 
  - Museo de Arte de Puerto Rico (San Juan de Puerto Rico).
  - Compañía de Turismo: Ventana al Mar (San Juan de Puerto Rico).
  - Museo de Arte de Ponce (Ponce).
  - Museo de Antropologia, Historia y Arte de la Universidad de Puerto Rico.
  - Bahia Beach Resort (Rio Grande).
  - Hotel El Conquistador (Fajardo).
- Estados Unidos:
  - Centro John F. Kennedy para las Artes Escénicas (Washington D. C.).
  - Universidad George Washington (Washington D. C.).
  - Sociedad Hispánica de América (Nueva York).
  - El Museo del Barrio (Nueva York).
  - Museo de Arte de Fresno (Fresno, California).
  - Museo de Arte Latinoamericano (Los Ángeles, California).
  - Instituto de Arte de Dayton, (Dayton, Ohio).
  - Museo de Arte Samuel P. Harn (Gainesville, Florida).
- España:
  - Centro Cultural Caixavigo (Vigo).
- República Dominicana
  - Museo Bellapart (Santo Domingo).
- Japón:
  - Museo de Arte de Hakone (Hakone).

### Exposiciones temporales
- Instituto Pratt, Exxon Exhibition (1972).
- Museo de Arte de Ponce, Puerto Rico (1977)
- Nahan Galleries Art Expo, Washington D. C. y Nueva York (1980).
- La Galerie Des Serbes Cannes, Francia (1987).
- Sotheby's, Nueva York (1987).
- Christie's, Londres (1990).